# كورين غريفيث
كورين غريفيث (بالإنجليزية: Corinne Griffith)‏  (و. 1894 – 1979 م) هي ممثلة، ومنتجة أفلام، وممثلة أفلام، من الولايات المتحدة، ولدت في تكساس، توفيت في نيويورك، عن عمر يناهز 85 عاماً، بسبب قصور القلب.

## وصلات خارجية
- كورين غريفيث على موقع IMDb (الإنجليزية)
- كورين غريفيث على موقع ألو سيني (الفرنسية)
- كورين غريفيث على موقع أول موفي (الإنجليزية)
- كورين غريفيث على موقع قاعدة بيانات الأفلام السويدية (السويدية)
- كورين غريفيث على موقع ديسكوغز (الإنجليزية)
- كورين غريفيث على موقع قاعدة بيانات الفيلم (الإنجليزية)
- كورين غريفيث على موقع كينوبويسك (الروسية)